# Alex (Papagei)
Alex (geschlüpft ca. 1976; gestorben 6. September 2007) war ein Graupapagei, dessen Wortgebrauch über einen Zeitraum von 30 Jahren von der Tierpsychologin Irene Pepperberg, zuerst an der Universität von Arizona und zuletzt an der Brandeis University, intensiv untersucht wurde. Der Name ist ein Akronym für Avian Learning EXperiment (engl. für „Vogellernexperiment“).

## Alex’ Sprachfähigkeit
Nach den insgesamt 19 Jahren Training hatte Alex einen aktiven Wortschatz von insgesamt 200 Wörtern, die er äußern konnte, und einen Wortschatz von ungefähr 500 Wörtern, die er verstehen konnte. Außerdem konnte er – begrenzt – zählen und selber Wünsche äußern.
So sagte Alex zum Beispiel, wenn ihm das Fragespiel nicht mehr gefiel, „I’m gonna go away“ (Ich werde weggehen), und wenn der Forscher sich verärgert zeigte, versuchte Alex die Situation durch „I’m sorry“ (Tut mir leid) zu entschärfen. Wenn er per „Wanna banana“ eine Banane erbeten hatte, aber eine Nuss angeboten bekam, schaute er schweigend vor sich, wiederholte den Wunsch nach einer Banane oder nahm die Nuss und warf sie mit seinem Schnabel gegen den Forscher.
Alex’ Verständnis von Zahlen lag im Bereich von unter 7. Wenn er gefragt wurde, wie viele Objekte einer bestimmten Farbe auf einem Brett liegen, gab er in 80 % aller Fälle die richtige Antwort.

## Tod
Alex starb am 6. September 2007 im Alter von 31 Jahren. Eine Pressemeldung der Alex-Foundation formulierte die Todesumstände wie folgt: „Alex war bei seiner letzten jährlichen Untersuchung etwa zwei Wochen [vor seinem Tod] bei guter Gesundheit. Laut dem Tierarzt, der die Obduktion durchgeführt hat, gab es keine offensichtliche Todesursache.“ Pepperberg verkündete anlässlich Alex’ frühzeitigen Todes, dass sein Verlust die Forschung auf keinen Fall beenden würde, man habe durch den Tod jedoch einen Rückschlag erlitten. Das Forschungslabor verfügt noch über zwei weitere Papageien, die hinsichtlich ihrer Fähigkeiten jedoch nicht mit Alex zu vergleichen sind.
Die Alex Foundation hat die Ergebnisse der pathologischen Untersuchungen am 4. Oktober 2007 wie folgt verkündet:

“Alex died quickly. He had a sudden, unexpected event associated with arteriosclerosis (“hardening of the arteries”). It was either a fatal arrhythmia, heart attack or stroke, which caused him to die suddenly with no suffering. There was no way to predict his demise. All of his tests, including his cholesterol level and asper levels, came back normal earlier that week. His death could not be connected to his current diet or his age; our veterinarian said that she has seen similar events in young (less than 10 year old) birds on healthy diets. Most likely, genetics or the same kind of low-level (impossible to detect in birds as yet) inflammatory disease that is related to heart disease in humans was responsible.”

„Alex starb schnell. Es waren plötzliche und unerwartete Komplikationen im Zusammenhang mit einer Arteriosklerose („Arterienverkalkung“) aufgetreten. Entweder handelte es sich um eine tödliche Arrhythmie, einen Herzinfarkt oder um einen Schlaganfall, die zu seinem plötzlichen Tod ohne Leiden führten. Es gab keine Vorzeichen für seinen Tod. Alle Untersuchungen einschließlich der Cholesterin- und Asper-Spiegel waren zu Beginn jener Woche normal. Sein Tod konnte auch nicht mit seiner Ernährung oder seinem Alter in Verbindung gebracht werden; unsere Tierärztin erklärte, sie habe ähnliche Vorkommnisse schon bei jüngeren Vögeln (jünger als 10 Jahre) mit gesunder Ernährung erlebt. Wahrscheinlich waren genetische Anlagen oder entzündliche Erkrankungen, die bei Vögeln derzeit noch nicht zu diagnostizieren sind, ausschlaggebend; ähnlich jenen, welche auch bei Menschen zu Herzerkrankungen führen.“